# 羅茲維澤夫足球俱樂部
羅茲維澤夫足球俱樂部（波蘭語：RTS Widzew Łódź）是一家位于罗兹的波兰足球俱乐部。俱乐部成立于 1910 年。其官方颜色为红色和白色，因此绰号为Czerwona Armia（红军）和Czerwono-biało-czerwoni（红-白-红）。俱乐部在位于罗兹市 Marszałka Józefa Piłsudskiego 大道 138 号的体育场进行比赛。体育场有一个非官方但常用的名字 “罗兹之心”（波兰语为Serce Łodzi).

## 历史
俱乐部成立于 1910 年，当时的名称是Towarzystwo Miłośników Rozwoju Fizycznego Widzew（Widzew 体育发展爱好者协会）。该名称来源于 Widzew 地区的名称，而 RTS 则代表工人体育协会（波兰语为Robotnicze Towarzystwo Sportowe ）。该俱乐部由波兰工人和受雇于 Widzew 的 WIMA 纺织厂的德国工业家共同创建。该俱乐部最初名为 Widzew 体育发展协会（波兰语：Towarzystwo Miłośników Rozwoju Fizycznego Widzew），因为当时罗兹处于俄国沙皇统治之下，不允许在其名称或任何官方组织中使用 “工人 ”这一形容词（波兰语：Robotniczy）。俱乐部的座右铭是 “我们共同创造力量”（波兰语：Razem Tworzymy Siłę）和 “永远在 12 位”（波兰语：Zawsze w 12），寓意俱乐部的球迷是球队的第 12 位球员。
第一次世界大战后，波兰重新获得独立，该俱乐部于 1922 年以Robotnicze Towarzystwo Sportowe Widzew Łódź（工人体育协会 Widzew Łódź）的名称重新恢复活动。
第二次世界大战期间，Widzew Łódź的三名战前球员约阿希姆-施雷尔（Joachim Schreer）、米罗斯瓦夫-瓦格罗夫斯基（Mirosław Wągrowski）和亚历山大-扎齐乌科（Aleksander Żadziłko）在 1940 年 4 月至 5 月的卡廷大屠杀中被俄军杀害，他们是被杀害的波兰人之一。
维德泽夫曾在 1980-81、1981-82、1995-96 和 1996-97 四次获得波兰冠军。该俱乐部七次获得波兰副冠军（1977、1979、1980、1983、1984、1995、1999 年），三次获得波兰冠军铜牌（1985、1986、1992 年）。 1985 年获得波兰杯冠军，1996 年获得波兰足球超级杯冠军。1932 年，维德泽夫还赢得了波兰劳工俱乐部锦标赛冠军。
继 1980-81 年和 1981-82 年连续两次夺冠后，14 年后，Widzew 再次以创纪录的成绩夺得联赛桂冠。在 1995-96 赛季中，维德泽夫队在 34 场比赛中仅失 22 球，是联赛中失球最少的球队。他们的进攻也非常娴熟，在赛季中打进 84 球，获得 88 分。由于门将安杰伊-沃兹尼亚克（Andrzej Woźniak）的出色表现，球队在整个赛季中保持不败。该赛季，维德泽夫队在预选赛中击败丹麦冠军布伦德比 IF 队后，还参加了欧洲冠军联赛小组赛。
在接下来的 1996-97 赛季中，球队又创造了一个辉煌的赛季。他们在赛季中打进 74 球，仅丢 21 球，在俱乐部历史上第二次实现两连冠。
他们参加了 117 场欧洲杯赛，其中 42 场获胜。维德泽夫曾在 1980-81 年将欧洲豪门曼联淘汰出欧联杯，但他们最大的成就是在 1982-83 年杀入欧洲杯半决赛，一路淘汰了当时的三冠王利物浦。

## 榮譽

### 本土
- 波蘭足球甲級聯賽
  - 冠軍 (4): 1980/81, 1981/82, 1995/96, 1996/97
  - 亞軍 (7): 1976/77, 1978/79, 1979/80, 1982/83, 1983/84, 1994/95, 1998/99

- 波蘭超級盃
  - 冠軍 (1): 1996

- 波蘭盃
  - 冠軍 (1): 1984/85

## 外部連結
- Official website （页面存档备份，存于） （波兰語）
- RTS Widzew Łódź Spółka Akcyjna （页面存档备份，存于） （波兰語）